# کایوتی، شهرستان ریو آریبا، نیومکزیکو
کایوتی (به انگلیسی: Coyote) یک منطقهٔ مسکونی در ایالات متحده آمریکا است که در شهرستان ریو آریبا، نیومکزیکو واقع شده‌است. کایوتی ۱۲۸ نفر جمعیت دارد و ۲٬۰۵۱٫۹۴ متر بالاتر از سطح دریا واقع شده‌است.